# Szász Gyula
Szász Gyula (Székesfehérvár, 1850. február 18. – Budapest, 1904. június 24.) magyar szobrász.

## Élete
.

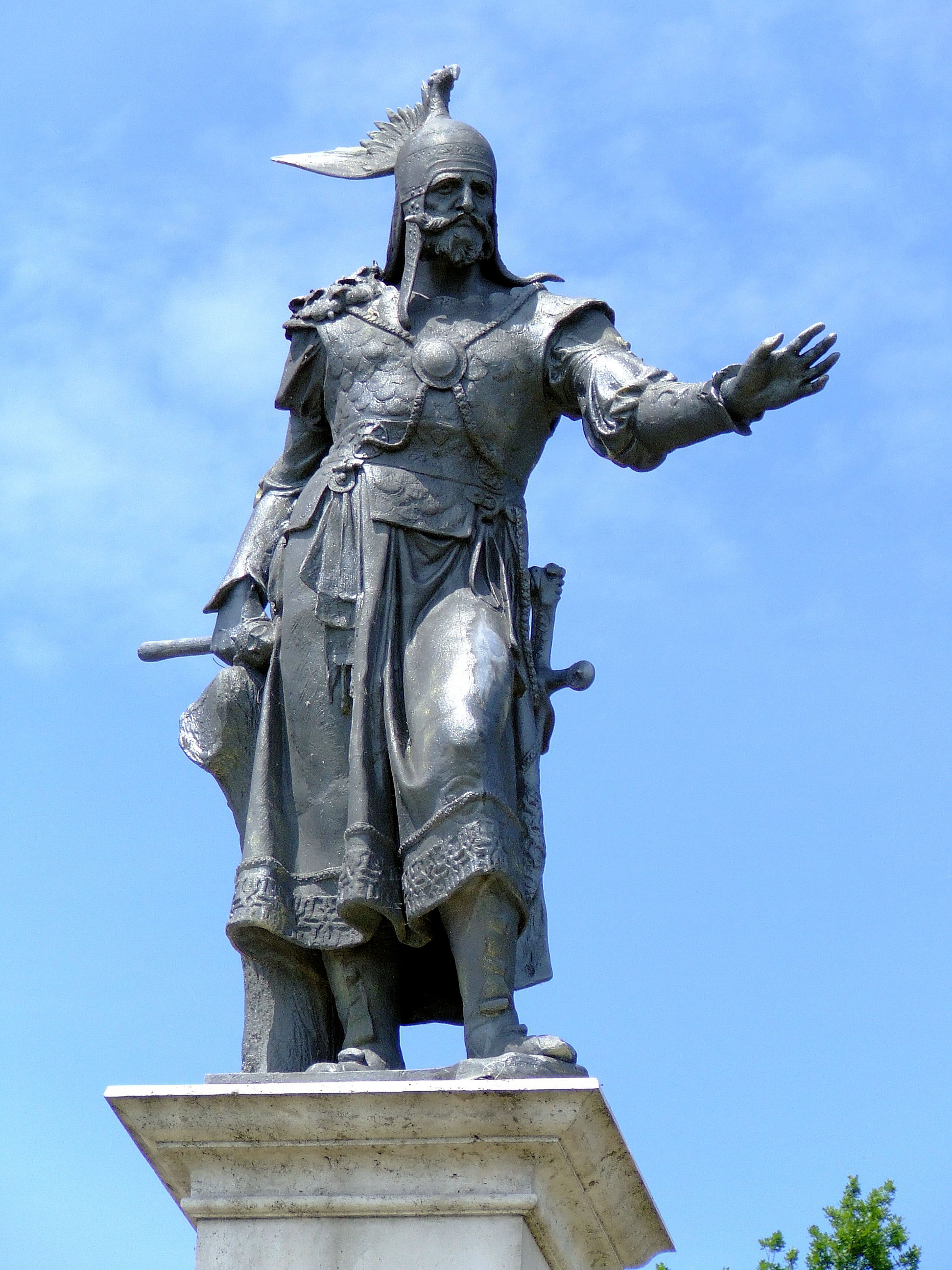
Árpád fejedelem szobra Ráckevén.

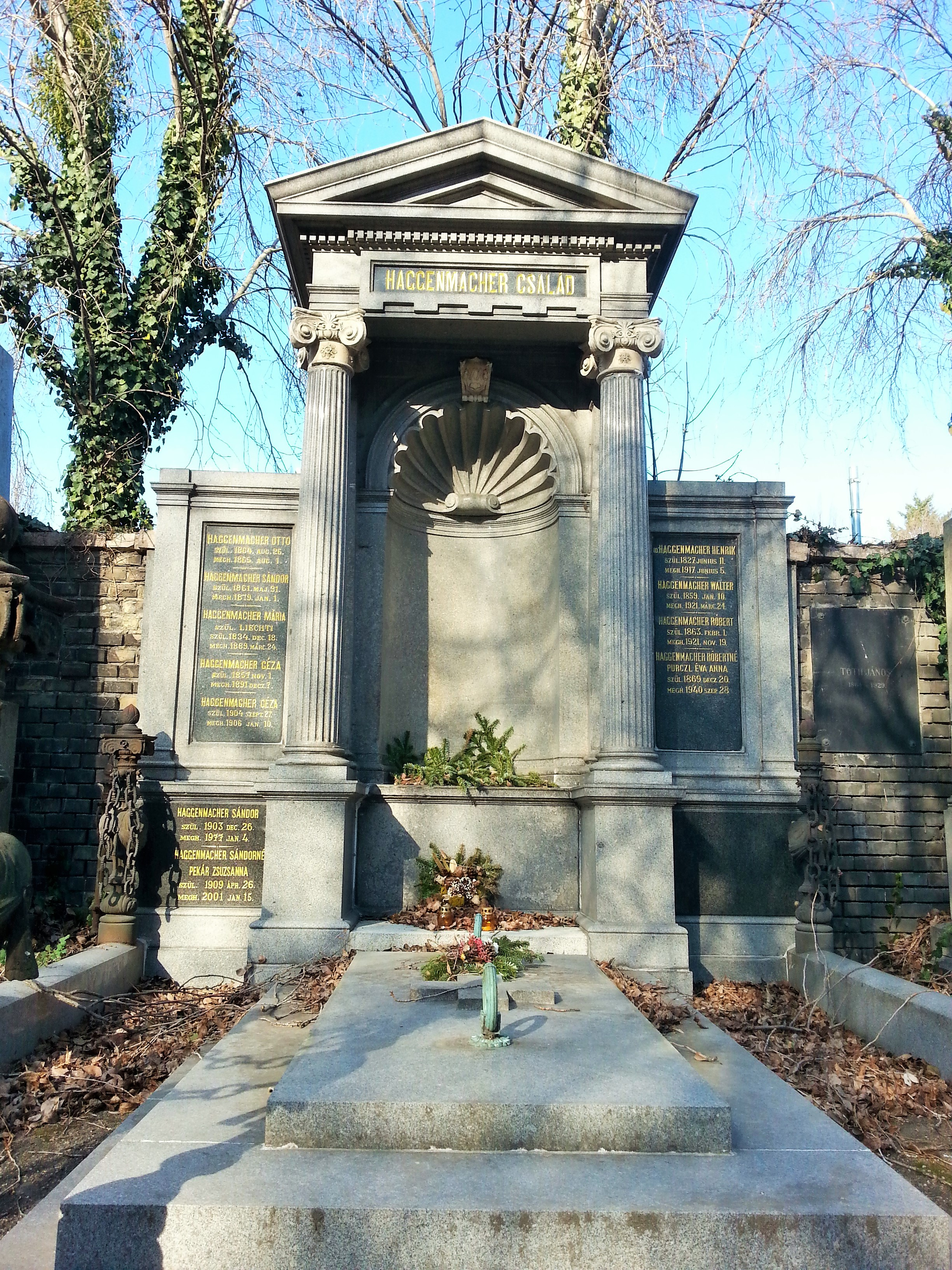
Haggenmacher Henrik (nagyiparos, 1827–1917) és családjának síremléke a budapesti Fiumei úti sírkertben.

Apja szintén szobrász volt, s emellett műasztalos, a szabadságharc után rajztanár.
A bécsi képzőművészeti akadémián már 16 éves kora óta tanult, 1866–1873 között, Franz Bauer és Carl Kundmann tanítványaként. „Félévi tanulmánya után magyar királyi művészeti ösztöndíjban részesült, melyet hat éven át élvezett.” 1873-ban akadémiai díjat és díszoklevelet nyert a „Bacchus neveltetése” című szoborcsoportjáért. Később Olaszországban (Róma, Velence, Firenze) folytatta tanulmányait közel egy évig, szintén állami ösztöndíjjal. 1875-től Budapesten élt, 1883-tól a Budai Főreáliskolában a rajz és mintázás tanára volt.
Első munkái híres színészekről és közéleti személyiségekről készített kisplasztikák voltak (Izsó Miklós, Eötvös József báró domborműve az ercsi síremléken, József főherceg, Pauer János, Szemlér Mihály, Egressy Gábor, Benza Ida énekesnő, Feleky Miklós színész, Szerdahelyi József, Szigligeti Ede és Tóth József).
Egyházi dekorációs és szobrászati megrendeléseket is kapott, így ő készítette el Péter és Pál apostolok szobrait a nagyrécsei, Szűz Mária szobrát pedig a tapolcai római katolikus templomba. A körmöcbányai Szentháromság-szobor restaurálását 1891 és 1894 között végezte el, Székesfehérvárra 1898-ban Szent István szobrot készített, az Assisi Szent Ferenc-templom (Ferencváros) számára a főhomlokzaton álló Szent Ferenc és két angyal szobrát (1879), a tabáni plébániatemplom számára Szent Gellért, Borromeo Szent Károly, Szent Katalin (1880–1881), a krisztinavárosi plébániatemplom számára pedig Szent István és Szent Imre szobrokat (1883).
A Vörösmarty emlékmű (Budapest, 1902) és a Petőfi emlékmű (Pozsony, 1904) megalkotására meghirdetett szoborpályázatokon is szerepelt.
Alkotója a ráckevei Árpád szobornak, melyet az ezredéves kiállítási ünnepségekre készített. Elkészítette I. Ferenc József mellszobrát márványból. Az 1870-es években Bignio Lajos mellszobrát alkotta meg. Budapesti műhelyében nem csupán az egyházzal, vallással kapcsolatos szobrokat, hanem állami középületekre épületszobrászati díszítő szobrokat egyaránt készített. Az Opera homlokzatára 1881 és 1884 között Giacomo Meyerbeer, Gluck és Mozart alakját (már lehullottak az épületről), a Pesti Vigadó homlokzatára a „Dob”, a költészet és a népdal alakjait, a Foncière Biztosító Társaság palotájának csúcsán a Merkúr alakját 1881-ben formálta meg. A Parlament számára királyszobrokat — I. Géza, I. (Könyves) Kálmán, I. (Pajzsos) Imre, II. (Jeruzsálemi) Endre, IV. Béla, V. István, IV. Kun László — és a képviselőházi ülésterem dunai folyosójára mesterségeket, régi foglalkozásokat jelképező festett szobrokat — csizmadia, asztalos, ács, szabó, hajdú, stb. —, a főrendi társalgóba az erdészet, szőlőművelés, az ülésterembe a béke, az ékesszólás megtestesítőit alkotta meg. Megbízták szabadtéri, nagy emlékművek elkészítésével is (Zrínyi: Csáktornyán, Honvédemlék: Gödöllőn). Három viaszszobra a Magyar Nemzeti Galéria tulajdonában található. 
Izsó Miklós halála után özvegye őt kérte fel férje alkotásainak sokszorosítási, másolási munkáira, így a Búsuló juhász műhöz Szász készített egy mellékalakot, az „Arató lányt”.
Számos kiállításon szerepelt munkáival, de – amint nekrológjában írták – idősebb korában „Ritkán vett részt a tárlatokon, hogy összemérje erejét a többiekkel. Csendes visszavonultságban dolgozott s így esett, hogy a hamar felejtő közönséggel nem kötött szoros ismeretséget.”
A Fiumei úti sírkertben idősebb Haggenmacher Henrik és családja síremlékének elkészítése is a nevéhez fűződik.